# Rolf Järmann
Rolf Järmann (nascido em 31 de janeiro de 1966) é um ex-ciclista suíço que era um piloto profissional de 1988 a 1999. Ganhou o Tour de Pologne em 1997.

## Equipes
- 1988: Cyndarella-Isotonic (Suíça)
- 1989: Frank-Toyo-Magniflex (Suíça)
- 1990: Pneuhaus Frank-Toyo (Suíça)
- 1991: Weinmann-Eddy Merckx (Suíça)
- 1992: Ceramiche Ariostea (Itália)
- 1993: Ceramiche Ariostea (Itália)
- 1994: GB-MG Maglificio (Itália)
- 1995: MG Maglificio-Technogym (Itália)
- 1996: MG Maglificio-Technogym (Itália)
- 1997: Casino-C'est votre equipe (França)
- 1998: Casino-C'est votre equipe (França)
- 1999: Post Swiss Team (Suíça)